# Ferran Savall
Ferran Savall Figueras, ( Basilea, Suiza, 1979) es un músico y cantante español. Hijo del violagambista, director de orquesta y musicólogo Jordi Savall y de la soprano Montserrat Figueras y hermano de Arianna Savall.

## Biografía
Nació en Basilea en 1979, ciudad en la que sus padres se habían instalado diez años antes para formarse en la Schola Cantorum Basiliensis. Cuando Ferran contaba 6 años, la familia Savall regresó a Barcelona. Debido a la profesión de sus padres, desde pequeño estuvo en contacto diario con la música, primero como un juego, a menudo a través de la improvisación, y posteriormente como un lenguaje más.
Con 15 años comenzó a estudiar guitarra y posteriormente se especializa en instrumentos antiguos en la Escola Superior de Música de Catalunya (ESMUC) con Xavier Díaz-Latorre, en Trossingen (Alemania) con Rolf Lislevand, un músico de quien todavía es discípulo y varias veces con Andrew Lawrence-King en el marco de los “Cursos de Música Antigua de Cataluña” en Sant Feliu de Guíxols.
En 2004 debuta tocando la tiorba y cantando junto a sus padres, su hermana Arianna y el percusionista Pedro Estevan en el disco Du temps & de L’instant, publicado en 2005. Una selección musical que abarca diferentes estilos y orígenes, desde el Mediterráneo a Bretaña o Afganistán. Un diálogo intercultural orientado a mostrar o establecer puentes entre la música de Oriente y Occidente, entre las obras cultas y las populares, entre las músicas antiguas y las actuales.

Desde 2005 colabora con la bailarina y coreógrafa india Shantala Shivalingappa. En 2007, Shivalingappa escogió una canción grabada en directo por Ferran Savall para acompañar un solo creado por Pina Bausch, integrada en un espectáculo llamado Namasya. En 2008, Shantala volvió a incorporar a Ferrar Savall a su equipo para un programa privado para la empresa francesa Hermès. En 2010 ambos artistas se volvieron a encontrar para el Festival Divinamente Roma, donde estrenaron Bhavana con Mario Mas a la guitarra española. 
En 2009 Ferran Savall debutó en solitario con Mireu el nostre mar que contó con la colaboración del guitarrista Mario Mas. El buen recibimiento del disco en Francia lo llevó a tocar a menudo allí en formato de trío con Mario Mas y Jordi Gaspar. También ha colaborado con artistas como Driss El Maloumi, Nedyalko Nedyalkov, Razmik Amyan, Gaguik Mouradian y Hakan Güngör, con quien recientemente ha tocado en Turquía con el Grupo Pandora para TRT Muzik. 
En el año 2014 publicó su último álbum hasta la fecha, IMPRO, un disco basado en la improvisación como base armónica sobre la que Ferran Savall, acompañado en algunas piezas de Pedro Estevan y Jordi Savall, elabora un bello discurso vocal caracterizado por su eclecticismo y calidad donde las melodías expresan sin palabras. Las piezas recogidas en el álbum IMPRO fueron grabadas en diversos periodos creativos de Ferran Savall desde 2009 hasta 2013.
En diciembre de 2014 Ferran Savall estrenó el espectáculo Impro Sharan, un proyecto de danza – concierto basado en la improvisación elaborado junto con la bailarina india Shantala Shivalinggappa y junto a músicos tales como Nedyalko Nedyalkov, Driss El Maloumi, David Mayoral y Jordi Gaspar.

## Discografía
- 2005: Du temps & de l’instant (Alia Vox) tiorba y voz
- 2007: Lachrimae Caravaggio (Alia Vox), voz, con Hespèrion XXI y Jordi Savall
- 2009: Mireu el nostre mar (Alia Vox)
- 2009: Peiwoh (Alia Vox), tiorba y voz, con su hermana Arianna Savall y otros músicos
- 2014: Impro (Alia Vox)